# کن کواپیس
کن کواپیس (انگلیسی: Ken Kwapis؛ زادهٔ ۱۷ اوت ۱۹۵۷) یک کارگردان، و فیلم‌نامه‌نویس اهل ایالات متحده آمریکا است. تخصص وی بیشتر ساخت فیلم‌های کمدی موقعیت است.

## فیلم‌شناسی
- پیاده‌روی در جنگل (۲۰۱۵)
- معجزه بزرگ (۲۰۱۲)
- با تو حال نمی‌کند (۲۰۰۹)
- جواز ازدواج (۲۰۰۷)
- زندگی جنسی (۲۰۰۵)
- آرایشگر و دیو (۱۹۹۷)
- مرد گفت، زن گفت (۱۹۹۱)